# Brosso
Brosso (Breuss in piemontese) è un comune italiano di 391 abitanti della città metropolitana di Torino in Piemonte. Si trova in Valchiusella ed un tempo fu il centro principale della valle che da esso prendeva il nome.

## Storia
Brosso fu sede del castello dei conti di San Martino. Famose le sue cave di pietra ancora attive e le miniere non più attive. 

### Simboli
(D.P.R. del 24 dicembre 1986)
Gli elementi rappresentati nello stemma comunale fanno riferimento alla leggenda secondo la quale un popolano brossese, Antonio Capra, guidò una sommossa degli abitanti del paese contro i soprusi di un signorotto locale che, una volta catturato, venne rinchiuso in una botte e fatto rotolare lungo il pendio sottostante.

## Monumenti e luoghi d'interesse
D'interesse architettonico ricordiamo la chiesa parrocchiale di San Michele Arcangelo del XII secolo, che sorge su un terrazzamento dal quale si può ammirare l'anfiteatro morenico eporediese. Di essa scrisse anche Leonardo da Vinci di passaggio in Canavese, il quale la vide dalla pianura.
 Notevoli anche alcuni restauri di recente fattura. È sede di un interessante museo mineralogico.

## Società

### Evoluzione demografica
Negli ultimi cento anni, a partire dal 1921, la popolazione residente è dimezzata.
Abitanti censiti

## Cultura

### Musei

#### Museo Mineralogico
Il museo si trova in via G.B.Trono 4, nell'edificio detto Ca'd Martolo, ove sono allestiti 5 settori espositivi: il luogo (cartografie e fotografie), l'uomo (fotografie), la storia (documenti), la materia (minerali), l'attrezzatura (arnesi da lavoro di varie epoche). Di particolare interesse è la visita ai siti metallurgici lungo il torrente Assa dove si possono osservare le testimonianze della locale tecnologia di lavorazione del ferro a "basso fuoco" o "alla brossasca". Sono visibili numerose fornaci di arrostimento, vasche di lavatura, fucine e pestelli meccanici che permettevano di ottenere il ferro, senza passare dalla fusione della ghisa. Il museo aderisce al progetto "Rete Museale AMI", che prevede una valorizzazione e promozione del patrimonio museale dell'Anfiteatro Morenico d'Ivrea.

## Amministrazione
Di seguito è presentata una tabella relativa alle amministrazioni che si sono succedute in questo comune.
| Periodo        | Periodo        | Primo cittadino                | Partito                    | Carica  | Note  |
| -------------- | -------------- | ------------------------------ | -------------------------- | ------- | ----- |
| 28 giugno 1988 | 5 giugno 1993  | Ilario Vigliermo Brusso        | Democrazia Cristiana       | Sindaco | [ 7 ] |
| 16 giugno 1993 | 28 aprile 1997 | Ilario Vigliermo Brusso        | Democrazia Cristiana       | Sindaco | [ 7 ] |
| 28 aprile 1997 | 14 maggio 2001 | Ilario Vigliermo Brusso        | -                          | Sindaco | [ 7 ] |
| 14 maggio 2001 | 30 maggio 2006 | Pier Luigi Presbitero Bracco   | lista civica               | Sindaco | [ 7 ] |
| 30 maggio 2006 | 16 maggio 2011 | Ilario Vigliermo Brusso        | lista civica               | Sindaco | [ 7 ] |
| 16 maggio 2011 | 5 giugno 2016  | Mauro Nicolino                 | lista civica Vivere Brosso | Sindaco | [ 7 ] |
| 5 giugno 2016  | 4 ottobre 2021 | Mauro Nicolino                 | lista civica Vivere Brosso | Sindaco | [ 7 ] |
| 4 ottobre 2021 | in carica      | Anna Serafina Vigliermo Brusso | lista civica Caro Brosso   | Sindaco | [ 7 ] |

### Altre informazioni amministrative
Il comune faceva parte della Comunità montana Val Chiusella, Valle Sacra e Dora Baltea Canavesana.